# 貝烏米省
7°40′N 5°35′W / 7.667°N 5.583°W

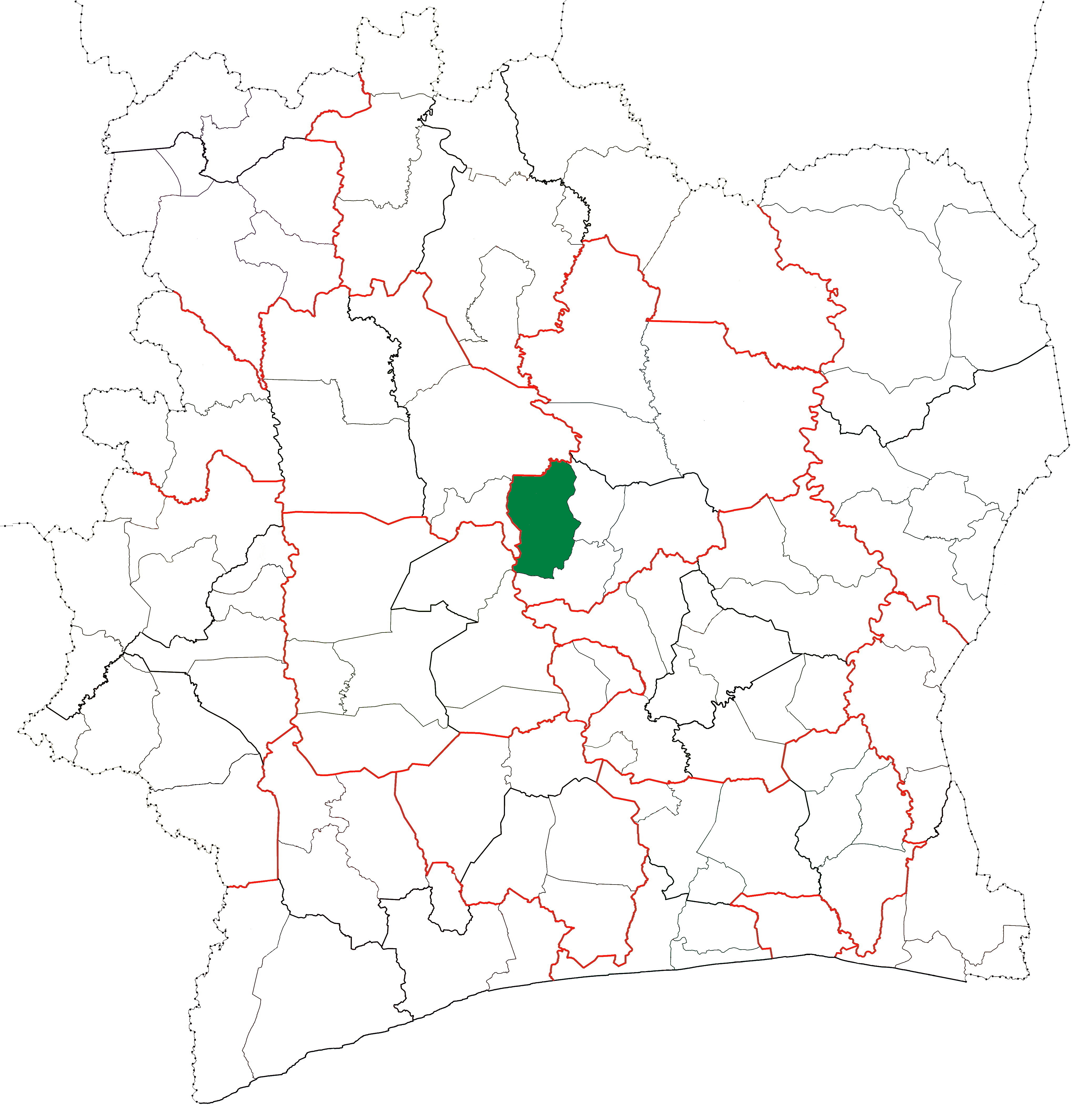

貝烏米省（Béoumi Department），是科特迪瓦的省份，位於該國中北部邦達馬河谷區，由格貝凱大區負責管轄，成立於1988年，面積2,124平方公里，2014年人口154,206，人口密度每平方公里73人。